# Maruzzella (brano musicale)
Maruzzella è una canzone napoletana composta nel 1954 da Renato Carosone per la musica e da Enzo Bonagura per il testo, edita dalle Edizioni musicali Leonardi.
È stata incisa da Carosone e il suo quartetto per la prima volta nel singolo a 78 giri Scapricciatiello/Maruzzella (Pathé, MG 270) pubblicato nell'autunno del 1955 e ristampato l'anno dopo su 45 giri (Pathé, GQ 2018); a dicembre dello stesso anno fu inserita in un Extended Play (Pathé, GQ 515) contenente anche i brani Carlotta, La donna riccia, sul lato A, e Scapricciatiello, sul lato B assieme appunto a Maruzzella.

## Storia
Il titolo è un vezzeggiativo del nome Marisa, ma in lingua napoletana può assumere altri significati, come ad esempio quello di chiocciolina oppure piccola ciocca di capelli intrecciati.
Secondo la tradizione, Carosone si sarebbe ispirato alla moglie Italia Levidi per creare, con l'apporto del maestro Bonagura, un motivo d'amore struggente e di intenso valore romantico, basato su un suadente ritmo di beguine, che si richiama in maniera palese alle sonorità dell'area mediterranea e mediorientale.

## Standard senza tempo

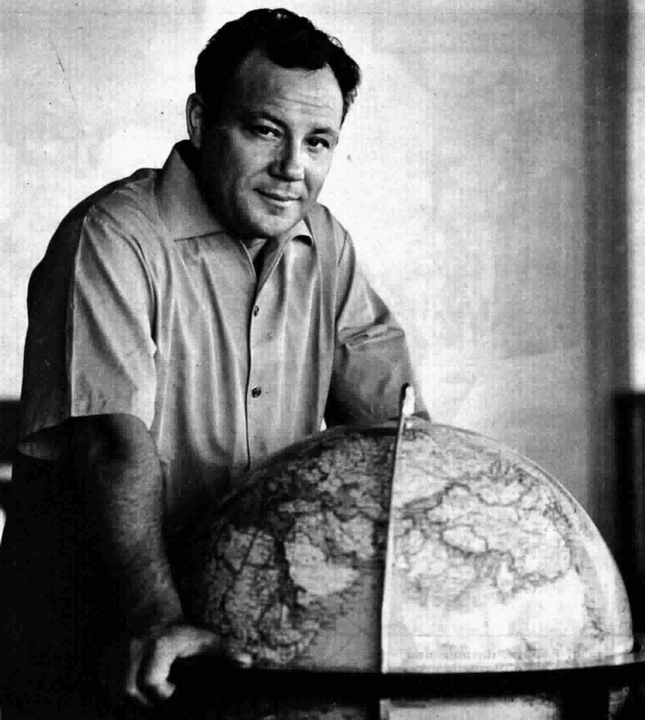
Claudio Villa

Il titolo del motivo, che fu poi interpretato e portato al successo da Claudio Villa, fu preso a prestito da uno dei primi film musicarello: Maruzzella, diretto nel 1956 da Luigi Capuano ed interpretato fra gli altri da Marisa Allasio, Massimo Serato e dallo stesso Carosone.
È stato impiegato, poi, sempre nel cinema, in altri film: nella versione di Anna Magnani, in Nella città l'inferno (del 1959, per la regia di Renato Castellani), nella colonna sonora del film Mean Streets diretto da Martin Scorsese nel 1973 e infine nel docufilm su Napoli Passione, diretto da John Turturro, cantato per l'occasione da Gennaro Cosmo Parlato.
Divenuto un classico del repertorio della canzone melodica italiana e non solo partenopea, Maruzzella è stata interpretata da diversi artisti, sia cantanti che attori, tra i quali Sergio Bruni, Nicola Arigliano, Luciano Tajoli, Mina, Mario Trevi, Gigi D'Alessio, Gennaro Cosmo Parlato, Sal da Vinci nell'album Anime napoletane del 2009, Lina Sastri, Giuni Russo, Renzo Arbore, Carlo Pascucci, Simona Molinari, Alfio Lombardi e L'orchestra all'Italiana, Massimo Ranieri. Esiste anche una versione in finlandese incisa nel 1959 da Seija Karpiomaa (Scandia, KS-287), il testo è di Saukki, la cover è stata inserita nell'album Novgorodin ruusu del 2000 (Fazer Records, 8573-80895-2). Nel 1961 Umberto e la Casamatta Orchestra ne incide una cover per l'album Volare (Karusell, KALP 1001) pubblicato in Svezia, Stati Uniti d'America e Brasile.

## Celebre ritornello
Il ritornello, che rivela lo struggimento amoroso dell'interprete (Mi fai battere il cuore più forte delle onde: prima mi dici sì, poi dolce dolce mi fai morire) recita: